# 韓国女性民友会
韓国女性民友会（かんこくじょせいみんゆうかい）は、韓国における女性運動団体である。「参与する女性」「共に歩む女性運動」「生活の中の女性運動」を志向している。

## 設立経緯
民友会は1987年、民主化宣言直後の9月12日に、200名余りの主婦と女性労働者で創立された。同会の位置づけは、女性労働者と主婦が、女性、職場や家庭、そして社会において自分たちの権利を見いだすため、自ら組織して実践するための大衆女性団体としている。同時に市民として、持続発展可能な社会、そして民主的な参画社会を作ってゆくために、様々な領域とイシューを通じた実践を行っている。

## 目的
民友会は、女性の能力開発と権益保護、女性に対する社会的地位を向上させて女性発展の新しい価値観を形成して、社会参画を通じた健全な社会の造成と女性福祉を増進することによる民主社会の実現に寄与することを目的としている。そのために以下のような活動を行っている。
1. 女性権益伸張事業
2. 性暴力や家庭暴力被害などの相談事業
3. 消費者生活協同組合事業
4. 女性福祉及び総合社会福祉館委託事業
5. 職業能力開発事業
6. メディア教育および視聴者権益事業
7. 文化事業
8. 女性雇用の平等と経済勢力化事業
9. 女性環境及び消費者権益事業
10. 情報化事業

## これまでの主要活動
1. 女性の平等な労働権と経済勢力化：女性労動関連法・制度を改善するための活動、雇用差別に対応する活動、女性失業者対策活動、調査研究活動、女性職業能力開発教育、女性による起業を支援するための女性創業支援センター
2. 地球と未来を考える女性環境運動：地域運動、環境教育、対案を提示した生活様式改善運動、生命・女性・出産運動
3. 健康で性差別無きメディア：プログラム批評及び（番組）モニター活動、視聴者参画プログラム制作活動、メディア教育活動、メディア関連制度の改善活動
4. 開かれた家族、健全な性文化、女性の性的自己決定権を持つ運動：家族暴力・性暴力相談活動、相談員養成教育、家族制度改善活動、学父母教室運営、性暴力被害者支援及び加害者プログラム
5. 生活文化の形成－生活協同組合運動：親環境的、持続可能な生活様式を作るための経済的対案を作る運動、生活物資の安定的な獲得運動、生活の質向上・生活財開発運動、環境と生命を守るための生活共同体運動
6. 疎外と差別無き情報空間の形成：情勢情報データベースの開発、女性情報化（IT化）教育、サイバー内における性暴力への対応活動

## 海外との交流
民友会は、日本の生活クラブ生活協同組合や台湾の主婦クラブと定期的な交流を持っており、定期セミナーやシンポジウム、スタディツアーなど多様な方式の交流活動が行われている。